# 高橋敏夫 (経営学者)
髙橋 敏夫（たかはし としお、1942年5月10日 - ）は、日本の経営学者。拓殖大学名誉教授、元学長。学位は商学修士。
経営システム学会名誉会員、常任理事も務める。

## 略歴

### 学歴・職歴
- 1967年 - 東京理科大学理学部物理学科卒業、岩手県立黒沢尻工業高等学校教諭（理科）[4]
- 1970年 - 岩手県立山田高等学校教諭（理科・数学）[4]
- 1972年 - 拓殖大学副手
- 1974年 - 拓殖大学大学院商学研究科修士課程修了（商学修士）[3][4]、同大学 商学部助手
- 1975年 - 同 専任講師
- 1978年 - 同 助教授
- 1986年 - 同 教授（2013年3月まで）[4]
- 1995年 - 同 学部長（1999年3月まで）[4]
- 1999年 - 拓殖大学 副学長（2013年3月まで）、拓殖短期大学 学長[4]
- 2013年 - 同大学 学長[5]（2015年3月まで）[2]

### 公役
- 全国中小企業団体中央会
  - 中央会情報創造発信強化支援事業 委員長（1998年4月）[4]
- 大学基準協会
  - 相互評価委員会 経営情報専門評価分科会 委員（2002年4月）[4]
  - 同 同委員会 全学評価評価分科会 第9群委員（2006年4月）[4]
  - 同 大学評価委員会 経営情報学系第1専門評価分科会 主査（2009年4月）[4]
  - 同 同委員会 大学評価分科会 第9群 主査（2010年4月）[4]

### 受章
- 瑞宝中綬章受章（2018年）[1][6]

## その他
- 拓殖大学在職中は産学連携研究センター長、バスケットボール部部長[7]、コンピューター研究会部長を歴任している。

## 主な著書

### 単著
- 「電子計算機による経営問題の重回帰分析の考察 — 主として多重共線性と変数選択に関して」『経営経理研究』第13号、拓殖大学経営経理研究所、1975年2月、85-120頁、ISSN 0287-8836、NAID 40000825191。
- 「科学技術発展史からみたComputer — 計算の自動化の流れを追って」『経営経理研究』第15号、拓殖大学経営経理研究所、1975年10月、56-82頁、ISSN 0287-8836、NAID 40000825178。
- 「CAIとデータベースに関する一考察 — 大学教育における電子計算機利用を中心に」『経営経理研究』第19号、拓殖大学経営経理研究所、1978年3月、113-129頁、ISSN 0287-8836、NAID 40000825149。
- 「小規模ソフトウェア開発に関する考察 — 主としてSP導入を中心として」『経営経理研究』第21号、拓殖大学経営経理研究所、1979年5月、45-74頁、ISSN 0287-8836、NAID 40000825138。
- 「ストラクチャード・プログラミング開発に関する一試論 (1) その問題点の背景」『経営経理研究』第29号、拓殖大学経営経理研究所、1982年11月、17-46頁、ISSN 0287-8836、NAID 40000825235。
- 「ストラクチャード・プログラミング開発に関する一試論 (2) その実証的アプローチ」『経営経理研究』第30号、拓殖大学経営経理研究所、1983年3月、23-64頁、ISSN 0287-8836、NAID 40000825240。
- 「経営機械化にみる超小型計算機の役割と発展 : OS機能への問題点と要求を中心に(企業経営の国際化と日本企業)」『經營學論集』第58巻、日本経営学会、1988年、212-218頁、doi:10.24472/abjaba.58.0_212、NAID 110004024418。
- 「中小規模の情報処理システム構築について — 主としてエンドユーザ、分散、オープンシステムを中心に」『経営経理研究』第51号、拓殖大学経営経理研究所、1993年9月、151-176頁、ISSN 0287-8836、NAID 40000825358。
- 高橋敏夫「コンピュータソフト・ビジネスの世界--シリコンバレー型企業から学ぶ (講演要旨 拓殖大学創立100周年記念 拓殖短期大学創立50周年記念公開講座(講演会)『ベンチャー企業(起業家)育成への道』の開催)」『経営経理研究』第65号、拓殖大学、2000年8月、129-132頁、ISSN 02878836、NAID 110000062873。
- 「コンピュータ処理と世界の言語」『世界の中の日本』第29号、拓殖大学、2011年。[4]
- 「Web2・0時代の知識産業と人材」『産業と人間：国際化と質実の時代に産業と人間の多様な生き方、あり方を考える』拓殖大学〈公開講座（2006年度）〉、2007年。

### 共著・監修
- 佐藤完治; 立川丈夫 [共著]『電子計算機原理 プログラム編』税務経理協会、1976年。 NCID BN06016858。
- 『パーソナルコンピュータ入門 : ビジネスへの活用』実教出版、1985年。 NCID BN03721478。
- 高藤清美 [共著]『情報処理技術者試験第2種出題傾向と対策 : 解答抜取式』税務経理協会、1986年。 NCID BN03090515。 – 1994年[8]
- 『情報処理技術者試験システムアドミニストレータ出題傾向と対策』税務経理協会、1995年。 NCID BA69717822。 – 1997年[9]
- 柚木繁之 [共著]『情報処理技術者試験初級システムアドミニストレータ出題傾向と対策』税務経理協会、1999年。 NCID BA40022159。
- 高藤清美『情報処理技術者試験基本情報技術者出題傾向と対策』税務経理協会、2001年。 NCID BA51910436。
- 遠山暁『情報処理システムの企画・開発に関する知識』1号、高橋敏夫 [監修]、日本生産性本部〈システム監査試験体系〉、1990年。 NCID BN0584936X。
- 小林末男、藤森保明、芦田誠、二井房男、岡本治雄『現代基礎経営学』高橋敏夫 [監修]（増補改訂版）、創成社、1992年。 NCID BN07861184。
- 遠山暁、八鍬幸信『ハードウエア・ソフトウエアの徹底研究』高橋敏夫 [監修]（第2版）、技術評論社〈第1種情報処理試験必勝ゼミ〉、1993年。 NCID BN09783853。
- 『パソコンによる情報処理入門 : 一太郎・BASIC・Lotus1-2-3』実教出版、1993年。 NCID BN09174924。
- 藤山秋良『情報システムの企画・開発』2号、高橋敏夫 [監修]、生産性出版〈システム監査試験講座〉、1994年。 NCID BN11396805。
- 遠山暁 [編著]『情報システム革新の戦略 : リストラ新局面をむかえて』中央経済社、1994年。 NCID BN10708651。
- 八鍬幸信『よくわかるシステムアドミニストレータ合格教本』技術評論社、1995年。 NCID BN13357418。
- 東邦 仁虎 [共著]「〈論文〉グローバル環境における産業政策と企業経営」『経営経理研究』第55号、拓殖大学経営経理研究所、1996年3月、1-38頁、ISSN 0287-8836、NAID 110000062785。
- 高萩栄一郎、矢島多以良『Windowsによる情報処理入門 : Windows95・Word・Excel』実教出版、1997年。 NCID BA30641234。 – 2002年に改訂[注釈 1]
- 立川丈夫 [編著]『経営情報システム論 : その歴史的展開と展望』（改訂版）創成社、2005年。 NCID BA71390725。

### 翻訳
- J・グレイ、A・キャルコート、N・キャルコート『世界のリーディングカンパニー』高橋敏夫 [監修]; 先川暢郎; 吉田修 [編注]、鷹書房弓プレス、2003年。ISBN 9784803412284。 NCID BA67057052。OCLC 675818969。 - – 原題はGray, Jeffrey A.; Calcote, Aaron S.; Calcote, Norek (2003). World Companies